# Victor Graeff
Pour les articles homonymes, voir Victor et Graeff.
Victor Greff est une ville brésilienne du Nord-Ouest de l'État du Rio Grande do Sul, faisant partie de la microrégion de Não-Me-Toque. Elle se situe à une latitude de 28° 33′ 38″ sud et à une longitude de 52° 44′ 55″ ouest, à une altitude de 411 mètres et à 263 km au nord-ouest de Porto Alegre, la capitale de l'État. Sa population était estimée à 3 080 habitants en 2007. La municipalité s'étend sur 238 km2.
Le peuplement de la ville est principalement composé de descendants d'immigrants d'origine allemande.

## Économie
On trouve sur son territoire l'Usine hydroélectrique du Cotovelo do Jacuí, d'une puissance totale de 3 340 kW.
Le cadre de la municipalité est rural. Les cultures principales sont le soja, le maïs, le blé et l'orge. Les principaux élevages sont les vaches laitières, les volailles, les porcs, les poissons et les abeilles.
- Revenu par habitant (2000) : R$ 317,34 (Change 2000 : R$1,00 = 4,00 FF) Source : Atlas du Développement Humain/PNUD
- PIB par habitant (2001) : R$ 12.341 (Change 2001 : 1,00FF = R$ 4,00) Source : FEE

## Maires
| Période | Période | Identité           | Étiquette | Qualité             |
| ------- | ------- | ------------------ | --------- | ------------------- |
| 2000    | 2004    | Flávio Luiz Lammel | PDT       | élu avec 1 332 voix |
| 2004    | 2008    | Flávio Luiz Lammel | PDT       | élu avec 1 360 voix |
| 2008    | 2012    | Paulo Lopes Godoi  | PMDB      | élu avec 1 348 voix |

## Démographie
- Espérance de vie : 75,28 ans (2000) Source : FEE
- Coefficient de mortalité infantile (2006) : 0 pour 1000 Source : FEE
- Taux d’analphabétisme (2000) : 3,53 % Source : FEE
- Croissance démographique (2007) : -3,07 % par an
- Indice de Développement Humain (IDH) : 0,831 Atlas du Développement Humain PNUD - 2000
- 49,82 % de femmes
- 50,18 % d'hommes
- 34,81 % de la population est urbaine
- 65,19 % de la population est rurale

## Villes voisines
Victor Graeff est voisine des municipalités suivantes :
- Tio Hugo
- Mormaço
- Espumoso
- Tapera
- Lagoa dos Três Cantos
- Não-Me-Toque
- Santo Antônio do Planalto
- Ernestina